# Cráneo de Dali
El cráneo de Dali u hombre de Dali (en chino simplificado, 大荔人; pinyin, Dàlìrén) es el fósil de un cráneo de varón joven, bien conservado, descubierto en 1978 en Tianshuigou, cerca del poblado de Jiefang, 30 km al norte de la ciudad de Dali, prefectura de Weinan, provincia de Shaanxi, China.

## Datación
Su edad, 260 000 a 300 000 años antes del presente, fue determinada por datación radiométrica, tanto del cráneo del hominino descubierto, como de unos dientes de buey que estaban en el sitio.

## Tianshuigou
Fue encontrado en una fina capa de grava, de la parte baja de la tercera terraza del río Luo (Luò Hé). El sitio de Tianshuigou (甜水沟遗址), declarado en 2006  monumento de la República Popular China, es administrado por el Instituto de Paleoantropología y Paleontología de Vertebrados de Pekín y no está abierto al público.

## Conservación
El cráneo, sin mandíbula, se conserva casi en su totalidad, a diferencia de muchos otros hallazgos de homininos en China. Debido al peso de las capas sedimentarias posteriores, el cráneo está ligeramente aplastado y la mandíbula superior y el paladar se han desplazado ligeramente. Una parte del hueso parietal derecho no fue encontrada, al igual que los dientes superiores y el arco cigomático izquierdo. Junto con el cráneo, se recuperaron algunos dientes de buey y varias herramientas de piedra, principalmente rascadores.

## Características
En algunos aspectos es semejante a Homo erectus y en particular presenta cresta sagital y arcos superciliares pronunciados. Otras características son similares a las de Homo sapiens, como los pómulos menos prominentes y los huesos de la nariz aplanados. La capacidad craneal es de 1120 cm³, cercana a la de los humanos actuales, pero más próxima a la de los Homo heidelbergensis europeos y, además, es de una edad parecida a la del europeo cráneo de Steinheim, que presenta una capacidad craneal similar. La anatomía del cráneo y la forma del cráneo se diferencian, sin embargo, de las de los primeros homininos europeos conocidos, como los de Petralona y Atapuerca y de los neandertales.
Inicialmente algunos investigadores chinos habían estimado que el fósil presenta suficientes características modernas, como para considerarlo un «Homo sapiens arcaico». Para estos investigadores, dado que el hombre de Dali vivió en una época intermedia entre el Hombre de Pekín (entre 500 000 y 300 000 años) y el hombre de Dingcun (100 000 a 50 000 años), podría representar un apoyo a la hipótesis multirregional o poligenismo, que afirma que los humanos modernos no tienen un único origen africano, sino que evolucionaron también en Asia.
Un análisis morfométrico detenido del cráneo encontró tanto afinidades con el Homo erectus chino, como con Homo heidelbergensis y en general con los homininos del Pleistoceno medio de Europa y África. Parece entonces representar una transición de la morfología arcaica del H. erectus chino a la morfología  no erectus presente en  Europa y África y en algunos ejemplares chinos tardíos, ya sea por una tendencia evolutiva in situ o por la influencia de los movimientos de población y el flujo de genes desde África o Europa a través de Asia central.
Tras el descubrimiento del homínido de Denisova se investiga la hipótesis según la cual los fósiles chinos de Jinniushan, Dingcun y Dali podrían estar relacionados con los de Denisova; para tratar de comprobarla se realizan diversas comparaciones.